# Cyathea javanica
Cyathea javanica är en ormbunkeart som beskrevs av Bl. Cyathea javanica ingår i släktet Cyathea och familjen Cyatheaceae. Inga underarter finns listade.